# قواعد ريدز
قواعد ريدز (Reed's rules) هي عبارة عن مجموعة من القواعد الإرشادية قام بتطويرها جوزيف أو ريد (Joseph O. Reed) في تفسير أشعة الأطفال .

## قواعد ريدز
تأتي قواعد ريدز كالتالي:
1. في جميع أشعات الصدر قم بقراءة الجزء المتعلق بالبطن عند قراءة أشعة البطن.
2. تُعد المعرفة بالتشريح عاملاً أساسيًا لتصحيح التشخيص الإشعاعي.
3. لا بد من وضوح ورؤية المسلك الهوائي في جميع أشعات الصدر العادية.
4. يتعين رؤية تكتل في السطحين المستويين.
5. يتعين عمل أشعة لصورة المريء لأي طفل عند وجود مرض تنفسي غير مُفسّر.
6. في حالة التوسّع الفائق الجانبي للرئتين يتعين عليك رؤية كيفية تحرّك الهواء. ويكون الموضع المَنصِفي هامًا في هذا التحديد.
7. قم دائمًا بمراجعة جميع الأشعات القديمة لتقييم الجديدة بدقة. فالاستنتاجات الدقيقة يُمكن تخطيها بسهولة عند مراجعة فحص واحد سابق.
8. لابد أن يشتمل الفحص البطني على ثلاثة أوضاع على الأقل وهي وضع المستلقي على ظهره والنائم على بطنه والقائم.
9. في جميع فحوصات البطن، قم بتقييم حالة الصدر كما لو كنت تعاين أشعة صدر.
10. في حالة انسداد اللُمْعَة (lumen) إذًا فلا بد من وجود تضّخم قريب.
11. خلال عملية التَّصْوير الوَريدِي للجِهازِ البَولِيّ، استمر في عمل أشعات مادمت تحصل منها على المعلومات المطلوبة.
12. حاول اكتشاف تأثير التكتل الموجود على العضو المجاوِر في جميع أشعات البطن. وقم برسم التكتل إذا دعت الحاجة لذلك.
13. بعد تحديد التكتل والتعرف عليه، قم بتحديد مصدر المرض. بعدها قم بالتفكير في جميع البِنى، المرئية بالعين والمِجهرية، القريبة من مركز الآفة المسببة للمرض كمُسبب محتمل لحدوث التكتل، وفكر في تجريد الطفل من ملابسه.
14. لا يمكن رؤية السِمحاق (periosteum) بشكل طبيعي.
15. وعند رؤية أحد الأطراف، حاول تخيل مظهر المريض. وتعد الأرجُل المُقوسه أو الرُكَبْ الرَوحاء (knock knees) خير مثال على ذلك.